# ناو هواپیمابر مالتا-کلس
ناو هواپیمابر مالتا-کلس (به انگلیسی: Malta-class aircraft carrier) یک کلاس از کشتی است که طول آن ۸۹۷ فوت (۲۷۳٫۴ متر) می‌باشد.